# Khuang Aphaiwong
Khuang Aphaiwong (in thai ควง อภัยวงศ์; Battambang, 17 maggio 1902 – 15 marzo 1968) è stato un politico thailandese.
È stato per tre periodi Primo ministro della Thailandia: dall'agosto 1944 all'agosto 1945, dal gennaio al marzo 1946 e dal novembre 1947 all'aprile 1949.

## Biografia

### Studi e coinvolgimento nel colpo di Stato del 1932
Nacque a Battambang, città cambogiana che a quel tempo faceva parte del Siam, ed era figlio del governatore provinciale. Studiò a Bangkok nelle scuole Debsirin e Assumption e portò a termine gli studi di ingegneria all'École centrale de Lyon in Francia. In quel periodo entrò in contatto con Pridi Banomyong e altri studenti e cadetti delle forze armate siamesi che stavano pianificando a Parigi il colpo di Stato detto rivoluzione siamese del 1932, con il quale il re Prajadhipok sarebbe stato costretto a concedere la prima Costituzione del Siam. Considerato inaffidabile, anche perché la sorella era sposata all'ambasciatore siamese a Parigi, fu tenuto all'oscuro della cospirazione.
Tornato a Bangkok trovò impiego come secondo ingegnere capo al Dipartimento Poste e Telegrafi e fu in seguito promosso direttore. Aderì al colpo di Stato del 24 giugno 1932 dopo essere stato avvisato all'ultimo momento dai promotori, e con la sua competenza fu loro di aiuto nella gestione del dipartimento durante la crisi.

### Inizio della carriera politica
Fu a fianco dei promotori anche nel nuovo corso che ebbe la politica nazionale dopo l'entrata in vigore della Costituzione, che esautorò i membri della casa reale e dell'aristocrazia ad essa collegata di quasi tutti i poteri esercitati prima del 24 giugno. Divenne ministro durante i mandati dei militari Phahon Phonphayuhasena e Plaek Phibunsongkhram (detto Phibun), rispettivamente il secondo e terzo primo ministro nella storia del Paese. Gli furono conferiti il grado di maggiore e il titolo di Luang Kowitabhayawongsa per il servizio alla Guardia reale che offrì durante la guerra franco-thailandese del 1941.

### Primo ministro
Verso la fine della seconda guerra mondiale, in cui la Thailandia era stata trascinata al fianco dell'Impero del Giappone per volere del dittatore Phibun, quest'ultimo vide bocciata la legge che prevedeva lo spostamento della capitale da Bangkok a Phetchabun e il 1º agosto 1944 furono accettate le sue dimissioni. Quello stesso giorno il Parlamento scelse come nuovo primo ministro Aphaiwong e nel corso di questo suo primo mandato, che ebbe fine un anno dopo, collaborò formalmente con gli invasori giapponesi, ma in realtà si impegnò nella protezione del movimento partigiano Seri Thai diretto da Pridi.
Lo stesso Pridi era il reggente del giovane re Rama VIII e non aveva controfirmato le dichiarazioni di guerra agli Stati Uniti e al Regno Unito, dopo il ritiro dei giapponesi del 15 agosto furono quindi annullate e venne proclamata la pace con queste due potenze.
La politica rivoluzionaria di Pridi in questo periodo e la crisi economica a cui contribuì l'obbligo imposto alla Thailandia di pagare i danni di guerra, innescarono gravi divergenze tra le diverse fazioni del governo. In seguito a uno scontro che ebbe con Pridi, Aphaiwong rassegnò le dimissioni il 31 agosto del 1945. Il suo posto fu preso per un breve periodo da Tawee Boonyaket, che lasciò subito spazio al conservatore Seni Pramoj, di ritorno dagli Stati Uniti dove era stato l'ambasciatore del regno ed il locale referente del movimento Seri Thai. In vista delle elezioni del gennaio 1946, Seni e Aphaiwong fondarono il Partito Democratico. Il governo di Seni non riuscì a fronteggiare la grave crisi economica e, dopo le elezioni, fu nuovamente nominato primo ministro Aphaiwong, che in marzo rassegnò le dimissioni per i contrasti con il Parlamento. Per restituire al popolo fiducia nel governo civile, il 24 marzo 1946 Pridi fu posto a capo del governo.
Il colpo di Stato orchestrato da Phibun, tornato ai vertici dell'esercito con l'aiuto statunitense come baluardo contro il comunismo nell'ambito della guerra fredda cominciata in quegli anni, pose fine ai governi civili thai di questo periodo nel novembre del 1947. Il nuovo governo fu assegnato a Aphaiwong, che diede inizio al suo terzo e ultimo mandato. Fu destituito nel febbraio successivo con il nuovo colpo di Stato di Phibun, che riprese la guida del governo a quattro anni di distanza dalle dimissioni presentate nel 1944.